# San Agustín arkeologiska park
San Agustín arkeologiska park är ett världsarv bestående av tre olika områden i Colombia med ett antal religiösa monument och megalitiska skulpturer.
Världsarvet består av tre skilda områden: San Agustin, Alto de los Idolos och Alto de las Piedra.